# Courtney George
Courtney Christine George (Duluth, 24 de junio de 1986) es una deportista estadounidense que compitió en curling.
Ganó una medalla de plata en el Campeonato Mundial de Curling Femenino de 2005. Participó en los Juegos Olímpicos de Turín 2006, ocupando el octavo lugar en la prueba femenina.

## Palmarés internacional
| Campeonato Mundial | Campeonato Mundial    | Campeonato Mundial | Campeonato Mundial |
| Año                | Lugar                 | Medalla            | Prueba             |
| ------------------ | --------------------- | ------------------ | ------------------ |
| 2005               | Paisley (Reino Unido) | Medalla de plata   | Equipo             |